# کلیتون له وودز
کلیتون له وودز (به انگلیسی: Clayton-le-Woods) یک روستا و محله مدنی در بریتانیا است که در Borough of Chorley واقع شده‌است. کلیتون له وودز ۱۴٬۵۳۲ نفر جمعیت دارد.